# Elise Mertens
| jaar | rang enkelspel | rang dubbelspel |
| ---- | -------------- | --------------- |
| 2013 | 577            | 725             |
| 2014 | 264            | 259             |
| 2015 | 157            | 134             |
| 2016 | 120            | 79              |
| 2017 | 35             | 41              |
| 2018 | 13             | 11              |
| 2019 | 17             | 6               |
| 2020 | 20             | 6               |
| 2021 | 21             | 4               |
| 2022 | 29             | 5               |
| 2023 | 29             | 2               |
| 2024 | 34             | 9               |

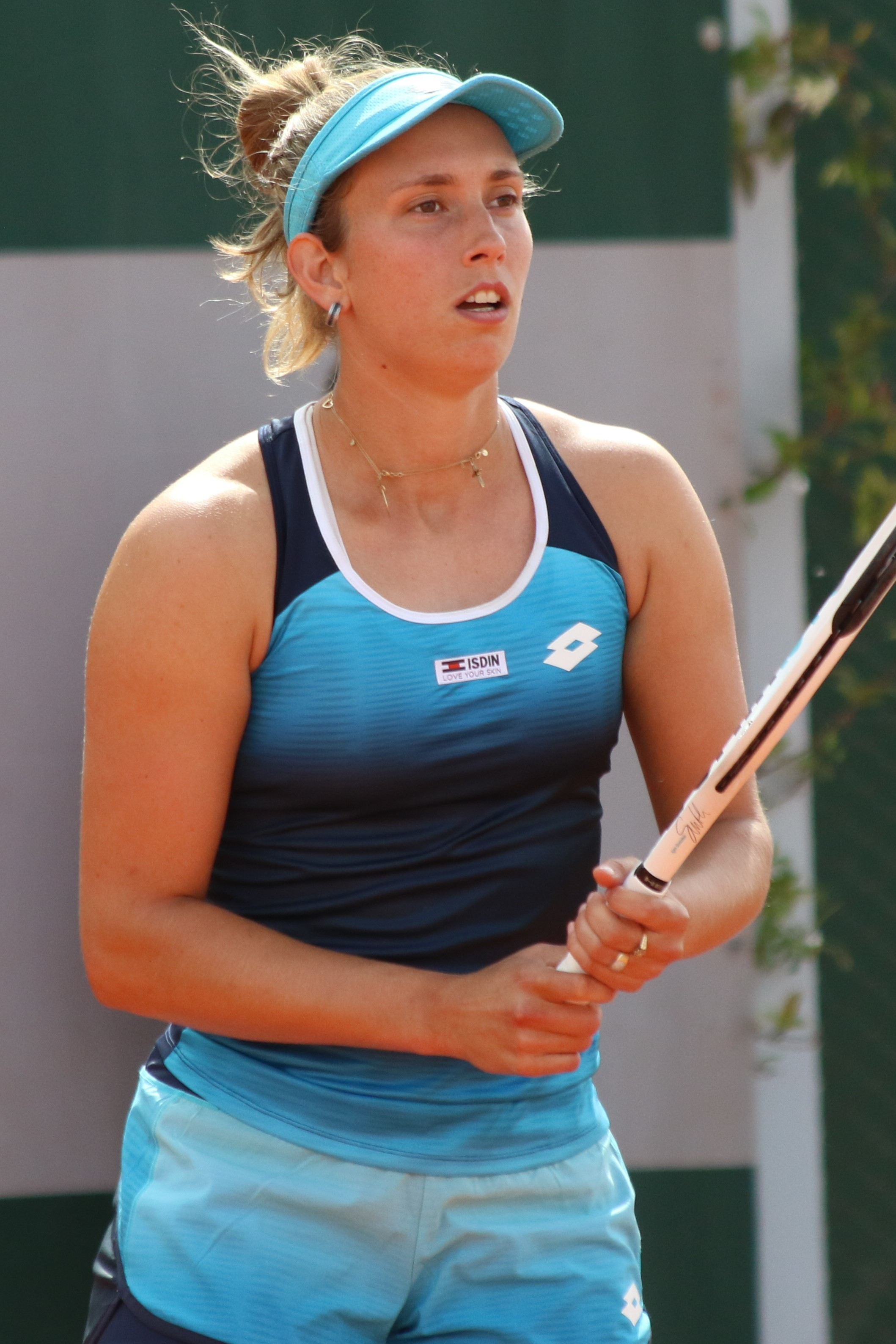
Roland Garros 2022

Elise Mertens (Leuven, 17 november 1995) is een tennisspeelster uit België. Zij begon met tennis toen zij vier jaar oud was. Haar favoriete ondergrond is hardcourt. Zij speelt rechtshandig en heeft een tweehandige backhand. Zij is actief in het internationale tennis sinds 2010.
In het dubbelspel won Mertens vijf grandslamtitels: het US Open 2019 en het Australian Open 2021 met Aryna Sabalenka, Wimbledon 2021 en het Australian Open 2024 met Hsieh Su-wei, alsmede Wimbledon 2025 met Veronika Koedermetova.

## Loopbaan

### Enkelspel
Mertens debuteerde in 2010 op het ITF-toernooi van Torhout (België). Zij stond in 2013 voor het eerst in een finale, op het ITF-toernooi van Sharm-el-Sheikh (Egypte) – hier veroverde zij haar eerste titel, door de Spaanse Arabela Fernández Rabener te verslaan. In totaal won zij elf ITF-titels, de meest recente in 2016 in Atlanta (VS).
In 2015 speelde Mertens voor het eerst op een WTA-hoofdtoernooi, op het toernooi van Taipei. Zij bereikte er de tweede ronde. In 2016 speelde zij voor het eerst op een grandslamtoernooi, op het US Open – zij verloor haar openingspartij van de als derde geplaatste Garbiñe Muguruza.
In januari 2017 won zij haar eerste WTA-titel, op het toernooi van Hobart. In 2018 verlengde zij haar titel door het toernooi opnieuw te winnen.
Op haar eerste deelname op het Australian Open in 2018 bereikte zij meteen de halve finale waarin zij verloor van de Deense nummer 2 van de wereld Caroline Wozniacki. Onderweg naar de halve finale klopte zij onder andere de nummer vier van de wereld Elina Svitolina. Zij was de eerste Belgische sinds Kim Clijsters die een halve finale speelde op het Australian Open.
Daarna voerde Mertens enkele wissels uit binnen haar coachingteam. Dit loonde want in april slaagde zij erin haar derde WTA-titel te veroveren op het WTA-toernooi van Lugano in Zwitserland. Door deze overwinning bereikte zij ook haar hoogste notering op de WTA-ranglijst tot dan toe, de zeventiende plaats. Op 6 mei 2018 won zij haar vierde WTA-titel, op het toernooi van Rabat, waarmee zij steeg naar de zestiende plaats.
Bij haar tweede deelname aan Roland Garros (in 2018) was zij voor het eerst een reekshoofd op een grandslamtoernooi (het 16e). Zij wist de vierde ronde te bereiken – daarin stuitte zij op een te sterke nummer één van de wereld, Simona Halep. Niettemin steeg zij weer een plaatsje op de wereldranglijst: vijftiende. In november bereikte zij haar hoogste positie: de twaalfde plaats.
In 2019 won Mertens haar vijfde WTA-titel, op het WTA-toernooi van Doha – in de finale nam zij revanche op het eerste reekshoofd Simona Halep, nu het nummer drie van de wereld.
In 2020 bereikte Mertens twee WTA-finales – in Praag was Halep nu weer de sterkste; in Linz verloor Mertens van haar dubbelspelmaatje Aryna Sabalenka.
In 2021 won Mertens haar zesde WTA-titel, op het WTA-toernooi van Melbourne genaamd Gippsland Trophy – in de finale versloeg zij de Estische Kaia Kanepi.
In oktober 2022 volgde haar zevende titel, op het WTA-toernooi van Monastir – in de eindstrijd zegevierde zij over Française Alizé Cornet. Een jaar later prolongeerde zij deze titel, ten koste van de Italiaanse Jasmine Paolini.
In 2025 won Mertens haar negende WTA-titel, op het toernooi van Singapore – in de finale rekende zij af met de Amerikaanse Ann Li. In juni won zij haar tiende titel op het WTA-toernooi van Rosmalen, haar eerste op gras.

### Dubbelspel
Mertens debuteerde in 2010 op het ITF-toernooi van Torhout (België), samen met landgenote Elke Lemmens. Zij stond in 2013 voor het eerst in een finale, op het ITF-toernooi van Sharm-el-Sheikh (Egypte), samen met landgenote Justine De Sutter – hier veroverde zij haar eerste titel, door het duo Alina Michejeva en Jillian O'Neill te verslaan. In totaal won zij dertien ITF-titels, de meest recente in 2016 in Tampico (Mexico).
In 2015 speelde Mertens voor het eerst op een WTA-hoofdtoernooi, op het toernooi van Bogota, samen met de Sloveense Nastja Kolar. Zij stond in 2015 voor het eerst in een WTA-finale, op het toernooi van Taipei, samen met de Russin Marina Melnikova – zij verloren van het Japanse koppel Kanae Hisami en Kotomi Takahata. In 2016 veroverde Mertens haar eerste WTA-titel, op het toernooi van Auckland, samen met landgenote An-Sophie Mestach, door het koppel Danka Kovinić en Barbora Strýcová te verslaan. Later dat jaar speelde Mertens voor het eerst op een grandslamtoernooi, op Wimbledon, weer met Mestach aan haar zijde – zij bereikten er de tweede ronde. Tot op heden(mei 2025) won zij 22 WTA-titels, de tweede eveneens in 2016 in Limoges, samen met de Luxemburgse Mandy Minella, en de derde in 2017 in Guangzhou samen met de Nederlandse Demi Schuurs; de vierde in Hobart in 2018 opnieuw aan de zijde van Schuurs. In april van datzelfde jaar volgde een vijfde titel in Lugano aan de zijde van landgenote Kirsten Flipkens. In juni volgde de zesde in Rosmalen en in oktober de zevende in Wuhan, die laatste twee aan de zijde van Schuurs.
Voor het tennisseizoen 2019 besloten Schuurs en Mertens hun samenwerking stop te zetten omdat Mertens zich meer wilde gaan concentreren op het enkelspel. Desondanks dubbelt Mertens nog steeds op grotere toernooien, tot voor kort vooral aan de zijde van Wit-Russin Aryna Sabalenka – op het Australian Open bereikte het duo de derde ronde. In maart bleef het duo tien wedstrijden ongeslagen en wonnen zij achtereenvolgens de Premier Mandatory-toernooien van Indian Wells en Miami, een combinatie die de Sunshine Double wordt genoemd. Op Roland Garros wist het duo de halve finales te bereiken; beide speelsters geraakten in het dubbelspel nog nooit zo ver in een grandslamtoernooi. Dankzij deze prestatie bereikte Mertens op de WTA-ranglijst de vijfde plaats. Enkele weken later, na een kwartfinaleplaats op Wimbledon, steeg zij naar de vierde positie. Op het dubbelspeltoernooi van het US Open won Mertens haar eerste grandslamtitel, weer met Sabalenka aan haar zijde – hierdoor bereikte zij de tweede plek op de wereldranglijst, in september 2019.
In oktober 2020 won Mertens haar elfde WTA-dubbelspeltitel op het WTA-toernooi van Ostrava, weer samen met Sabalenka.
In februari 2021 won Mertens met Sabalenka haar tweede grandslamtitel, op het Australian Open. Bij de volgende twee toernooideelnames met Sabalenka verloor dit koppel meteen hun openingspartij. In april speelde Mertens samen met Russin Veronika Koedermetova op het WTA-toernooi van Istanbul – hier won zij haar dertiende dubbelspeltitel. In mei bereikte zij de eerste plaats op de wereldranglijst in het dubbelspel. Op Wimbledon won Mertens haar derde grandslamtitel, nu met de Taiwanese Hsieh Su-wei aan haar zijde. Terug met Hsieh won Mertens in oktober ook het WTA 1000-toernooi van Indian Wells, haar vijftiende titel.
In februari 2022 won Mertens haar zestiende titel, terug met Veronika Koedermetova, in Dubai en in november, weer met Koedermetova, de zeventiende op het eindejaarskampioenschap.
In mei 2023 won Mertens haar achttiende titel, nu met de Australische Storm Hunter, op het WTA 1000-toernooi van Rome. In juli bereikte zij met Hunter de finale op Wimbledon – zij grepen naast de titel. In september won zij haar negentiende titel op het WTA 1000-toernooi van Guadalajara.
Op het Australian Open 2024 won Mertens samen met de Taiwanese Hsieh Su-wei haar twintigste titel, de vierde op de grandslamtoernooien. Met de zelfde partner won zij in maart het WTA 1000-toernooi van Indian Wells en in juni het WTA 250-toernooi van Birmingham.
Sinds april 2025 speelt Mertens terug samen met Veronika Koedermetova – zij bereikten WTA 1000-finales in Madrid en Rome. In juli wonnen zij de titel op Wimbledon.

### Tennis in teamverband
In 2017 debuteerde Mertens bij het Belgische Fed Cup-team. Zij speelde en won dat jaar vier wedstrijden. Mede dankzij haar slaagde het Belgische team erin te promoveren naar Wereldgroep I. In 2018 werd Mertens samen met haar team door Frankrijk uitgeschakeld in de eerste ronde van Wereldgroep I. Zij loodste haar team wel voorbij Italië in de barragewedstrijd om behoud. Tot en met 2022 behaalde Mertens in de Fed Cup een winst/verlies-balans van 13–7.
In 2018 nam zij samen met David Goffin namens België deel aan de Hopman Cup. Het duo eindigde als tweede in de groepsfase en miste zo nipt kwalificatie voor de finale.

## Palmares
| Legenda                 |
| ----------------------- |
| Grandslamtoernooi       |
| Olympische Spelen       |
| Year-End Championships  |
| Premier Mandatory       |
| Premier Five / WTA 1000 |
| Premier / WTA 500       |
| International / WTA 250 |
| Challenger / WTA 125    |

### WTA-finaleplaatsen enkelspel
| nr.              | finale     | toernooi      | ondergrond    | tegenstandster      | score         |         |
| ---------------- | ---------- | ------------- | ------------- | ------------------- | ------------- | ------- |
| gewonnen finales |            |               |               |                     |               |         |
| 01.              | 2017-01-14 | WTA Hobart    | hardcourt     | Monica Niculescu    | 6-3, 6-1      | details |
| 02.              | 2018-01-13 | WTA Hobart    | hardcourt     | Mihaela Buzărnescu  | 6-1, 4-6, 6-3 | details |
| 03.              | 2018-04-15 | WTA Lugano    | gravel        | Aryna Sabalenka     | 7-5, 6-2      | details |
| 04.              | 2018-05-05 | WTA Rabat     | gravel        | Ajla Tomljanović    | 6-2, 7-6      | details |
| 05.              | 2019-02-16 | WTA Doha      | hardcourt     | Simona Halep        | 3-6, 6-4, 6-3 | details |
| 06.              | 2021-02-07 | WTA Melbourne | hardcourt     | Kaia Kanepi         | 6-4, 6-1      | details |
| 07.              | 2022-10-09 | WTA Monastir  | hardcourt     | Alizé Cornet        | 6-2, 6-0      | details |
| 08.              | 2023-10-22 | WTA Monastir  | hardcourt     | Jasmine Paolini     | 6-3, 6-0      | details |
| 09.              | 2025-02-02 | WTA Singapore | hardcourt (i) | Ann Li              | 6-1, 6-4      | details |
| 10.              | 2025-06-15 | WTA Rosmalen  | gras          | Elena Gabriela Ruse | 6-3, 7-6      | details |
| verloren finales |            |               |               |                     |               |         |
| 1.               | 2017-04-30 | WTA Istanbul  | gravel        | Elina Svitolina     | 2-6, 4-6      | details |
| 2.               | 2020-08-16 | WTA Praag     | gravel        | Simona Halep        | 2-6, 5-7      | details |
| 3.               | 2020-11-15 | WTA Linz      | hardcourt (i) | Aryna Sabalenka     | 5-7, 2-6      | details |
| 4.               | 2021-04-25 | WTA Istanbul  | gravel        | Sorana Cîrstea      | 1-6, 6-7      | details |
| 5.               | 2024-01-13 | WTA Hobart    | hardcourt     | Emma Navarro        | 1-6, 6-4, 5-7 | details |
| 6.               | 2025-01-11 | WTA Hobart    | hardcourt     | McCartney Kessler   | 4-6, 6-3, 0-6 | details |

### WTA-finaleplaatsen dubbelspel
| nr.              | finale     | toernooi         | ondergrond    | partner               | tegenstandsters                            | score             |         |
| ---------------- | ---------- | ---------------- | ------------- | --------------------- | ------------------------------------------ | ----------------- | ------- |
| gewonnen finales |            |                  |               |                       |                                            |                   |         |
| 01.              | 2016-01-09 | WTA Auckland     | hardcourt     | An-Sophie Mestach     | Danka Kovinić Barbora Strýcová             | 2-6, 6-3, [10-5]  | details |
| 02.              | 2016-11-20 | WTA Limoges      | hardcourt (i) | Mandy Minella         | Anna Smith Renata Voráčová                 | 6-4, 6-4          | details |
| 03.              | 2017-09-23 | WTA Guangzhou    | hardcourt     | Demi Schuurs          | Monique Adamczak Storm Sanders             | 6-2, 6-3          | details |
| 04.              | 2018-01-13 | WTA Hobart       | hardcourt     | Demi Schuurs          | Ljoedmyla Kitsjenok Makoto Ninomiya        | 6-2, 6-2          | details |
| 05.              | 2018-04-15 | WTA Lugano       | gravel        | Kirsten Flipkens      | Vera Lapko Aryna Sabalenka                 | 6-1, 6-3          | details |
| 06.              | 2018-06-16 | WTA Rosmalen     | gras          | Demi Schuurs          | Kiki Bertens Kirsten Flipkens              | 3-3, opgave       | details |
| 07.              | 2018-09-29 | WTA Wuhan        | hardcourt     | Demi Schuurs          | Andrea Sestini-Hlaváčková Barbora Strýcová | 6-3, 6-3          | details |
| 08.              | 2019-03-16 | WTA Indian Wells | hardcourt     | Aryna Sabalenka       | Barbora Krejčíková Kateřina Siniaková      | 6-3, 6-2          | details |
| 09.              | 2019-03-31 | WTA Miami        | hardcourt     | Aryna Sabalenka       | Samantha Stosur Zhang Shuai                | 7-6, 6-2          | details |
| 10.              | 2019-09-08 | US Open          | hardcourt     | Aryna Sabalenka       | Viktoryja Azarenka Ashleigh Barty          | 7-5, 7-5          | details |
| 11.              | 2020-10-25 | WTA Ostrava      | hardcourt (i) | Aryna Sabalenka       | Gabriela Dabrowski Luisa Stefani           | 6-1, 6-3          | details |
| 12.              | 2021-02-19 | Australian Open  | hardcourt     | Aryna Sabalenka       | Barbora Krejčíková Kateřina Siniaková      | 6-2, 6-3          | details |
| 13.              | 2021-04-25 | WTA Istanbul     | gravel        | Veronika Koedermetova | Nao Hibino Makoto Ninomiya                 | 6-1, 6-1          | details |
| 14.              | 2021-07-10 | Wimbledon        | gras          | Hsieh Su-wei          | Veronika Koedermetova Jelena Vesnina       | 3-6, 7-5, 9-7     | details |
| 15.              | 2021-10-16 | WTA Indian Wells | hardcourt     | Hsieh Su-wei          | Veronika Koedermetova Jelena Rybakina      | 7-6, 6-3          | details |
| 16.              | 2022-02-19 | WTA Dubai        | hardcourt     | Veronika Koedermetova | Ljoedmyla Kitsjenok Jeļena Ostapenko       | 6-1, 6-3          | details |
| 17.              | 2022-11-07 | WTA Finals       | hardcourt (i) | Veronika Koedermetova | Barbora Krejčíková Kateřina Siniaková      | 6-2, 4-6, [11-9]  | details |
| 18.              | 2023-05-20 | WTA Rome         | gravel        | Storm Hunter          | Cori Gauff Jessica Pegula                  | 6-4, 6-4          | details |
| 19.              | 2023-09-23 | WTA Guadalajara  | hardcourt     | Storm Hunter          | Gabriela Dabrowski Erin Routliffe          | 3-6, 6-2, [10-4]  | details |
| 20.              | 2024-01-28 | Australian Open  | hardcourt     | Hsieh Su-wei          | Ljoedmyla Kitsjenok Jeļena Ostapenko       | 6-1, 7-5          | details |
| 21.              | 2024-03-16 | WTA Indian Wells | hardcourt     | Hsieh Su-wei          | Storm Hunter Kateřina Siniaková            | 6-3, 6-4          | details |
| 22.              | 2024-06-23 | WTA Birmingham   | gras          | Hsieh Su-wei          | Miyu Kato Zhang Shuai                      | 6-1, 6-3          | details |
| 23.              | 2025-07-13 | Wimbledon        | gras          | Veronika Koedermetova | Hsieh Su-wei Jeļena Ostapenko              | 3-6, 6-2, 6-4     | details |
| verloren finales |            |                  |               |                       |                                            |                   |         |
| 01.              | 2015-11-22 | WTA Taipei       | tapijt (i)    | Marina Melnikova      | Kanae Hisami Kotomi Takahata               | 1-6, 2-6          | details |
| 02.              | 2017-04-30 | WTA Istanbul     | gravel        | Nicole Melichar       | Dalila Jakupović Nadija Kitsjenok          | 6-7, 2-6          | details |
| 03.              | 2017-07-23 | WTA Boekarest    | gravel        | Demi Schuurs          | Irina-Camelia Begu Raluca Olaru            | 3-6, 3-6          | details |
| 04.              | 2018-06-24 | WTA Birmingham   | gras          | Demi Schuurs          | Tímea Babos Kristina Mladenovic            | 6-4, 3-6, [8-10]  | details |
| 05.              | 2018-08-18 | WTA Cincinnati   | hardcourt     | Demi Schuurs          | Lucie Hradecká Jekaterina Makarova         | 2-6, 5-7          | details |
| 06.              | 2019-09-28 | WTA Wuhan        | hardcourt     | Aryna Sabalenka       | Duan Yingying Veronika Koedermetova        | 6-7, 2-6          | details |
| 07.              | 2021-11-17 | WTA Finals       | hardcourt     | Hsieh Su-wei          | Barbora Krejčíková Kateřina Siniaková      | 3-6, 4-6          | details |
| 08.              | 2022-02-25 | WTA Doha         | hardcourt     | Veronika Koedermetova | Cori Gauff Jessica Pegula                  | 6-3, 5-7, [5-10]  | details |
| 09.              | 2022-04-03 | WTA Miami        | hardcourt     | Veronika Koedermetova | Laura Siegemund Vera Zvonarjova            | 6-7, 5-7          | details |
| 10.              | 2022-06-11 | WTA Rosmalen     | gras          | Veronika Koedermetova | Ellen Perez Tamara Zidanšek                | 3-6, 7-5, [10-12] | details |
| 11.              | 2022-06-19 | WTA Birmingham   | gras          | Zhang Shuai           | Ljoedmyla Kitsjenok Jeļena Ostapenko       | forfait           | details |
| 12.              | 2022-07-10 | Wimbledon        | gras          | Zhang Shuai           | Barbora Krejčíková Kateřina Siniaková      | 2-6, 4-6          | details |
| 13.              | 2023-07-16 | Wimbledon        | gras          | Storm Hunter          | Hsieh Su-wei Barbora Strýcová              | 5-7, 4-6          | details |
| 14.              | 2025-05-04 | WTA Madrid       | gravel        | Veronika Koedermetova | Sorana Cîrstea Anna Kalinskaja             | 7-6, 2-6, [10-12] | details |
| 15.              | 2025-05-18 | WTA Rome         | gravel        | Veronika Koedermetova | Sara Errani Jasmine Paolini                | 4-6, 5-7          | details |

### Gewonnen ITF-toernooien enkelspel
| nr. | finale     | toernooi                 | ondergrond | tegenstandster in finale  | score         | dotatie  |
| --- | ---------- | ------------------------ | ---------- | ------------------------- | ------------- | -------- |
| 01. | 2013-04-21 | Sharm-el-Sheikh          | hardcourt  | Arabela Fernández Rabener | 6-4, 6-3      | $ 10.000 |
| 02. | 2013-10-20 | Sharm-el-Sheikh          | hardcourt  | Klaartje Liebens          | 2-6, 6-2, 6-4 | $ 10.000 |
| 03. | 2013-10-27 | Sharm-el-Sheikh          | hardcourt  | Klaartje Liebens          | 6-7, 6-1, 6-3 | $ 10.000 |
| 04. | 2013-12-28 | Istanbul                 | hardcourt  | Karen Barbat              | 7-5, 4-6, 6-4 | $ 10.000 |
| 05. | 2014-03-23 | Ponta Delgada            | hardcourt  | Bárbara Luz               | 6-2, 6-4      | $ 10.000 |
| 06. | 2014-06-08 | El Paso                  | hardcourt  | Ashley Weinhold           | 6-1, 3-6, 6-4 | $ 25.000 |
| 07. | 2014-06-28 | Bangkok                  | hardcourt  | Lee Pei-chi               | 6-3, 6-2      | $ 10.000 |
| 08. | 2014-07-05 | Bangkok                  | hardcourt  | Nungnadda Wannasuk        | 6-1, 6-1      | $ 10.000 |
| 09. | 2015-05-03 | Santa Margherita di Pula | gravel     | Yvonne Cavallé Reimers    | 7-6, 6-4      | $ 25.000 |
| 10. | 2015-10-03 | Ciudad Victoria          | hardcourt  | Amandine Hesse            | 6-4, 6-3      | $ 50.000 |
| 11. | 2016-09-18 | Atlanta                  | hardcourt  | Melanie Oudin             | 6-4, 6-2      | $ 50.000 |

### Gewonnen ITF-toernooien dubbelspel
| nr. | finale     | toernooi             | ondergrond    | partner              | tegenstandsters in finale            | score             | dotatie  |
| --- | ---------- | -------------------- | ------------- | -------------------- | ------------------------------------ | ----------------- | -------- |
| 01. | 2013-04-07 | Sharm-el-Sheikh      | hardcourt     | Justine De Sutter    | Alina Michejeva Jillian O'Neill      | 6-1, 6-4          | $ 10.000 |
| 02. | 2013-10-27 | Sharm-el-Sheikh      | hardcourt     | Sandra Zaniewska     | Valerija Strachova Karina Venditti   | 6-4, 6-7, [12-10] | $ 10.000 |
| 03. | 2013-12-28 | Istanbul             | hardcourt     | İpek Soylu           | Yuuki Tanaka Jekaterina Jasjina      | 6-0, 7-6          | $ 10.000 |
| 04. | 2014-03-23 | Ponta Delgada        | hardcourt     | Svjatlana Pirazjenka | Tereza Malíková Pernilla Mendesová   | 6-1, 6-2          | $ 10.000 |
| 05. | 2014-08-15 | Westende-Middelkerke | hardcourt     | Ysaline Bonaventure  | Marina Melnikova Jevgenia Rodina     | 6-2, 6-2          | $ 25.000 |
| 06. | 2014-08-24 | Wanfercée-Baulet     | gravel        | Demi Schuurs         | Tatiana Búa Daniela Seguel           | 6-2, 6-3          | $ 15.000 |
| 07. | 2014-11-02 | Sharm-el-Sheikh      | hardcourt     | Alice Matteucci      | Ioana Loredana Roșca Julia Terziyska | 6-7, 7-6, [10-6]  | $ 25.000 |
| 08. | 2015-07-03 | Denain               | gravel        | İpek Soylu           | Xenia Knoll Florencia Molinero       | 7-6, 6-3          | $ 25.000 |
| 09. | 2015-08-08 | Koksijde             | gravel        | Demi Schuurs         | Justyna Jegiołka Shérazad Reix       | 6-3, 6-2          | $ 25.000 |
| 10. | 2015-09-26 | Monterrey            | hardcourt     | Ysaline Bonaventure  | Marina Melnikova Mandy Minella       | 6-4, 3-6, [11-9]  | $ 50.000 |
| 11. | 2015-10-03 | Ciudad Victoria      | hardcourt     | Ysaline Bonaventure  | María Irigoyen Barbora Krejčíková    | 6-4, 4-6, [10-6]  | $ 50.000 |
| 12. | 2016-01-29 | Andrézieux-Bouthéon  | hardcourt (i) | An-Sophie Mestach    | Viktorija Golubic Xenia Knoll        | 6-4, 3-6, [10-7]  | $ 50.000 |
| 13. | 2016-10-29 | Tampico              | hardcourt     | Mihaela Buzărnescu   | Usue Maitane Arconada Katie Swan     | 6-0, 6-2          | $ 50.000 |

## Resultaten grote toernooien
| Legenda | Legenda                          |
| ------- | -------------------------------- |
| g.t.    | geen toernooi gehouden           |
| l.c.    | lagere categorie                 |
| –       | niet deelgenomen                 |
| G       | uitgeschakeld in de groepsfase   |
| 1R      | uitgeschakeld in de eerste ronde |
| 2R      | uitgeschakeld in de tweede ronde |
| 3R      | uitgeschakeld in de derde ronde  |
| 4R      | uitgeschakeld in de vierde ronde |
| KF      | uitgeschakeld in de kwartfinale  |
| HF      | uitgeschakeld in de halve finale |
| F       | de finale verloren               |
| W       | het toernooi gewonnen            |
| w-v     | winst/verlies-balans             |

### Enkelspel
| toernooi            | 2016 | 2017 | 2018 | 2019 | 2020 | 2021 | 2022 | 2023 | 2024 | 2025 |
| ------------------- | ---- | ---- | ---- | ---- | ---- | ---- | ---- | ---- | ---- | ---- |
| grandslamtoernooien |      |      |      |      |      |      |      |      |      |      |
| Australian Open     | –    | –    | HF   | 3R   | 4R   | 4R   | 4R   | 3R   | 2R   | 2R   |
| Roland Garros       | –    | 3R   | 4R   | 3R   | 3R   | 3R   | 4R   | 4R   | 3R   | 1R   |
| Wimbledon           | –    | 1R   | 3R   | 4R   | g.t. | 3R   | 4R   | 2R   | 2R   | 4R   |
| US Open             | 1R   | 1R   | 4R   | KF   | KF   | 4R   | 1R   | 3R   | 4R   |      |
| WTA 1000            |      |      |      |      |      |      |      |      |      |      |
| Dubai/Doha          | –    | 2R   | 2R   | 1R   | 2R   | HF   | 3R   | –    | 2R   | 3R   |
| Indian Wells        | –    | –    | 2R   | 2R   | g.t. | 2R   | 3R   | 1R   | 4R   | 3R   |
| Miami               | –    | –    | 3R   | 3R   | g.t. | 4R   | 2R   | 4R   | 2R   | 3R   |
| Madrid              | –    | –    | 2R   | 1R   | g.t. | KF   | –    | 4R   | 2R   | 3R   |
| Rome                | –    | –    | –    | 1R   | KF   | 1R   | –    | 2R   | 3R   | 4R   |
| Montréal/Toronto    | –    | –    | KF   | 2R   | g.t. | 1R   | 2R   | 1R   | 3R   |      |
| Cincinnati          | –    | –    | KF   | 2R   | HF   | 2R   | 3R   | 2R   | 1R   |      |
| Peking              | –    | 2R   | 1R   | 2R   | g.t. | g.t. | g.t. | 1R   | 3R   |      |
| Tokio/Wuhan         | –    | 2R   | 1R   | 2R   | g.t. | g.t. | g.t. | g.t. | 1R   |      |
| statistieken        |      |      |      |      |      |      |      |      |      |      |
| titels per jaar     | 0    | 1    | 3    | 1    | 0    | 1    | 1    | 1    | 0    | 2    |
| eindejaarsranking   | 120  | 35   | 13   | 17   | 20   | 21   | 29   | 29   | 34   |      |

### Dubbelspel
| toernooi            | 2016 | 2017 | 2018 | 2019 | 2020 | 2021 | 2022 | 2023 | 2024 | 2025 |
| ------------------- | ---- | ---- | ---- | ---- | ---- | ---- | ---- | ---- | ---- | ---- |
| grandslamtoernooien |      |      |      |      |      |      |      |      |      |      |
| Australian Open     | –    | 2R   | 1R   | 3R   | KF   | W    | HF   | KF   | W    | 2R   |
| Roland Garros       | –    | 1R   | 1R   | HF   | 2R   | 3R   | 3R   | 3R   | 2R   | KF   |
| Wimbledon           | 2R   | 3R   | 3R   | KF   | g.t. | W    | F    | F    | HF   | W    |
| US Open             | –    | 2R   | KF   | W    | KF   | KF   | 2R   | 1R   | 1R   |      |
| WTA Finals          |      |      |      |      |      |      |      |      |      |      |
| WTA Finals          | –    | –    | 1R   | G    | g.t. | F    | W    | HF   | G    |      |
| WTA 1000            |      |      |      |      |      |      |      |      |      |      |
| Dubai/Doha          | –    | 1R   | 2R   | –    | KF   | 2R   | F    | –    | KF   | KF   |
| Indian Wells        | –    | –    | 2R   | W    | g.t. | W    | 1R   | KF   | W    | 1R   |
| Miami               | –    | –    | HF   | W    | g.t. | 1R   | F    | KF   | KF   | KF   |
| Madrid              | –    | –    | –    | 2R   | g.t. | 2R   | –    | 2R   | HF   | F    |
| Rome                | –    | –    | –    | 2R   | –    | 2R   | –    | W    | KF   | F    |
| Montréal/Toronto    | –    | –    | –    | –    | g.t. | KF   | 2R   | HF   | 2R   |      |
| Cincinnati          | –    | 1R   | F    | 2R   | KF   | 2R   | HF   | HF   | 2R   |      |
| Peking              | –    | 2R   | HF   | 2R   | g.t. | g.t. | g.t. | 2R   | 1R   |      |
| Tokio/Wuhan         | –    | 1R   | W    | F    | g.t. | g.t. | g.t. | g.t. | 2R   |      |
| statistieken        |      |      |      |      |      |      |      |      |      |      |
| titels per jaar     | 2    | 1    | 4    | 3    | 1    | 4    | 2    | 2    | 3    | 1    |
| eindejaarsranking   | 79   | 41   | 11   | 6    | 6    | 4    | 5    | 2    | 9    |      |